# هولوفانيفسك (محافظة كيروفوهراد)
هولوفانيفسك (Голованівськ) هي بلدة من النمط المدني في محافظة كيروفوهراد في أوكرانيا.